# Cockatoo
Cockatoo är en ort i Australien. Den ligger i kommunen Cardinia och delstaten Victoria, omkring 49 kilometer öster om delstatshuvudstaden Melbourne. Antalet invånare är 4 400.
Runt Cockatoo är det ganska glesbefolkat, med 34 invånare per kvadratkilometer.. Närmaste större samhälle är Berwick, omkring 17 kilometer sydväst om Cockatoo.
I omgivningarna runt Cockatoo växer i huvudsak städsegrön lövskog. Genomsnittlig årsnederbörd är 1 391 millimeter. Den regnigaste månaden är juni, med i genomsnitt 161 mm nederbörd, och den torraste är januari, med 57 mm nederbörd.